# Моро, Реджинальд Эрнест
Реджинальд Эрнест Моро (1897—1970) — английский чиновник, работавший бухгалтером в Африке. Позже орнитолог. 

## Область научных интересов
Изучал размер кладок гнездящихся птиц, сравнивал историю жизни пернатых в разных широтах, был пионером внедрения количественных подходов к изучению птиц. Предположил (на страницах журнала Ибис), что размер кладок птиц в высоких широтах может превосходить размер кладок в тропиках. Этот вывод был сделан на основании наблюдений, сделанных, в том числе, его африканскими помощниками.

## Биография
Птицами заинтересовался после прочтения книг Черри Кеартона. Позже книги Уильяма Генри Хадсона пробудили его интерес к наблюдению за местными птицами во время велопрогулок по окрестностям.
В 1914 году сдал экзамен для поступления на государственную службу и занял 99-е место из 100, дававших возможность получить должность, хотя его плохое зрение и плохое здоровье чуть не привели к провалу. Он получил назначение в сентябре 1914 года в военном ведомстве, и его работа заключалась в том, чтобы тщательно изучать заявления на пособие по увольнению. Год спустя Моро был направлен на армейскую канцелярскую работу в Олдершоте. Канцелярская работа в течение следующих пяти лет была прервана ревматоидным артритом. Его семейный врач предположил, что ему нужно «полное изменение образа жизни». Он подал заявку на перевод в Отдел ревизии армии в Каире и получил его в 1920 году.
В Египте Моро познакомился с энтомологом С. Б. Уильямсом. Они подружились и совершали совместные научные экскурсии. Именно Уильямс подал Моро идею опубликовать свои заметки о птицах в журнале Ibis, а также помог с подготовкой рукописей. С женой они побывали во многих местах Африки. Под псевдонимом (так как он был государственным служащим и не имел права публиковать книги) Моро написал художественное произведение The Temple Servant.
После службы в Танганьике из-за болезни вернулся в Англию. До 1960 года был редактором орнитологического журнала Ibis. Британский союз орнитологов удостоил Моро награды Годмана-Сальвина.
После возвращения из Африки Моро жили в крошечной оксфордширской деревушке Беррик Саломе. В 1968 учёный опубликовал об этом месте и его жителях, помнивших рубеж веков, работу The Departed Village: Berrick Salome at the Turn of the Century. Скончался он в Херефорде.
С 1924 года состоял в браке с Уинифред Мюриэль Моро (Уинни), в честь которой были названы виды птиц Zosterops winifredae и Scepomycter winifredae. У них родились дочь, которую назвали Принией в честь птицы Prinia gracilis и сын Дэвид. В честь самого Реджинальда был назван вид птиц Artisornis moreaui.